# Saint-Benoît-du-Sault
Saint-Benoît-du-Sault är en kommun i departementet Indre i regionen Centre-Val de Loire i de centrala delarna av Frankrike. Kommunen ligger i kantonen Saint-Benoît-du-Sault som tillhör arrondissementet Le Blanc. År 2022 hade Saint-Benoît-du-Sault 510 invånare.

## Befolkningsutveckling
Antalet invånare i kommunen Saint-Benoît-du-Sault
Referens:INSEE